# Meilanion (Sohn des Amphidamas)
Meilanion (altgriechisch Μειλανίων Meilaníōn) oder Melanion (Μελανίων Melaníōn) ist eine Gestalt der griechischen Mythologie.
Meilanion ist der Sohn des Amphidamas aus Tegea und Bruder der Antimache, der Gemahlin des Eurystheus. Erzogen wird er von dem Kentauren Cheiron. Meilanion verliebt sich in die Jägerin Atalante, die sich nur dem vermählen will, der sie im Wettlauf besiegt. Verlierer sind hingegen dem Tod geweiht. Meilanion, selbst Teilnehmer der Kalydonischen Eberjagd, stellt sich der Herausforderung. Als er aber von Atalante, die in vollen Waffen läuft, droht eingeholt zu werden, wirft er die zuvor empfangenen goldenen Äpfel der Aphrodite auf die Rennstrecke. Atalante bückt sich, taumelt und stürzt, Meilanion aber siegt. So heiraten beide und Atalante gebiert ihm den Parthenopaios.
Eines Tages gelangen sie während der Jagd in einen heiligen Hain des Zeus, in dem sie sich lieben. Für dieses Sakrileg verwandelt sie Zeus in ein Löwenpaar. Bei Hyginus ist der Name des Gatten der Atalante Hippomenes, das Schicksal ist aber das gleiche. Die antiken Mythographen deuteten unter falscher Berufung auf Plinius die ungewöhnliche Strafe dahingehend, dass Löwen sich nur mit Leoparden verbanden. Die beiden Liebenden konnten folglich in ihrer neuen Gestalt nicht mehr zueinander finden.
Xenophon lobte die Philoponia des Meilanion, das heißt die Bereitschaft, im Wettkampf bis an die Grenzen des physisch und psychisch Möglichen zu gehen. Das Paar galt Properz als Beispiel kameradschaftlicher Verbundenheit, das vorausgehende geduldige Werben des Meilanion stellt Ovid heraus. Das Thema Meilanion und Atalante, die doch im späteren Mythos immer mit Meleager verbunden ist, fand häufig Berücksichtigung in der darstellenden Kunst, war auf der Lade des Kypselos dargestellt und findet sich unter anderem auch auf der Françoisvase.